# Microcyclops sanfilippoi
Microcyclops sanfilippoi – gatunek widłonoga z rodziny Cyclopidae. Opisał go w 1951 roku włoski biolog morski Alessandro Brian (1873–1969), nadając mu nazwę Cyclops sanfilippoi.